# Black and White (canção de Niall Horan)
"Black and White" é uma canção do cantor irlandês Niall Horan, contida no seu segundo álbum de estúdio Heartbreak Weather (2020). Foi composta pelo próprio Horan em conjunto com Alexander Izquierdo, Scott Harris, Julian Bunetta, Teddy Geiger, sendo produzida pelos dois últimos. A canção foi lançada em 21 de abril de 2020, através da Neon Haze, Capitol Records e SBK Records servindo como o quarto single do álbum.

## Composição
Musicalmente, "Black and White" foi descrito como uma balada de pop rock. A música foi comparada com obras de Ed Sheeran e sua antiga banda, One Direction. Liricamente, é "uma declaração muito alta de devoção eterna". Em termos de notação musical, foi composta usando 4/4 batidas comuns na tecla Ré maior, com um ritmo de 148 batidas por minuto. O alcance vocal de Horan se estende da nota baixa F ♯ 3 à nota alta de A5, dando à música uma oitava, uma nota e um semitom de alcance.

## Apresentações ao vivo
Horan tocou a música pela primeira vez no The Late Late Show with James Corden em 13 de março de 2020. Ele também apresentou a música em 18 de abril de 2020 One World: Together at Home.

## Desempenho nas tabelas musicas
| Tabela musical (2020)            | Melhor posição |
| -------------------------------- | -------------- |
| Irlanda (IRMA)                   | 18             |
| República Tcheca (Rádio Top 100) | 48             |
| Nova Zelândia (RMNZ)             | 10             |
| Reino Unido (UK Singles Chart)   | 91             |

## Históricos de lançamentos
| Região      | Data                | Formato(s)                 | Gravadora             | Ref.   |
| ----------- | ------------------- | -------------------------- | --------------------- | ------ |
| Várias      | 13 de março de 2020 | Download digital streaming | Neon Haze Capitol SBK | [ 15 ] |
| Reino Unido | 25 de abril de 2020 | Rádios mainstream          | Neon Haze Capitol SBK | [ 16 ] |
| Itália      | 1 de maio de 2020   | Rádios mainstream          | Universal             | [ 17 ] |